# Окунёвка (Крым)
Окунёвка (до 1948 года — Тарпанчи́ и Беши́; укр. Окунівка, крымскотат. Tarpançı, Тарпанчы) — село в Черноморском районе Республики Крым, центр Окунёвского сельского поселения (согласно административно-территориальному делению Украины — Окунёвского сельского совета Автономной Республики Крым).

## Современное состояние
На 2016 год в Окунёвке числится 10 улиц, 2 переулка и территория «комплекс зданий и сооружений N2»; на 2009 год, по данным сельсовета, село занимало площадь 25 гектаров, на которой в 127 дворах проживало 584 человека, из них 127 крымских татар. В селе действует средняя общеобразовательная школа, библиотека-филиал № 15, отделение почты, фельдшерско-акушерский пункт, магазин. Село связано автобусным сообщением с райцентром, Евпаторией, Симферополем и соседними населёнными пунктами.

## География
Окунёвка — село на юге района, на обрывистом берегу Чёрного моря, высота центра села над уровнем моря — 17 м. Ближайшие сёла — Громово в 7,5 км на северо-восток, Марьино в 4,5 км на юго-запад и Красносельское в 9 км на северо-запад. Райцентр Черноморское — примерно в 25 километрах (по шоссе), ближайшая железнодорожная станция — Евпатория — около 78 километров. Транспортное сообщение осуществляется по региональной автодороге 35Н-604 Красносельское — Громово (по украинской классификации — С-0-11707).

## История

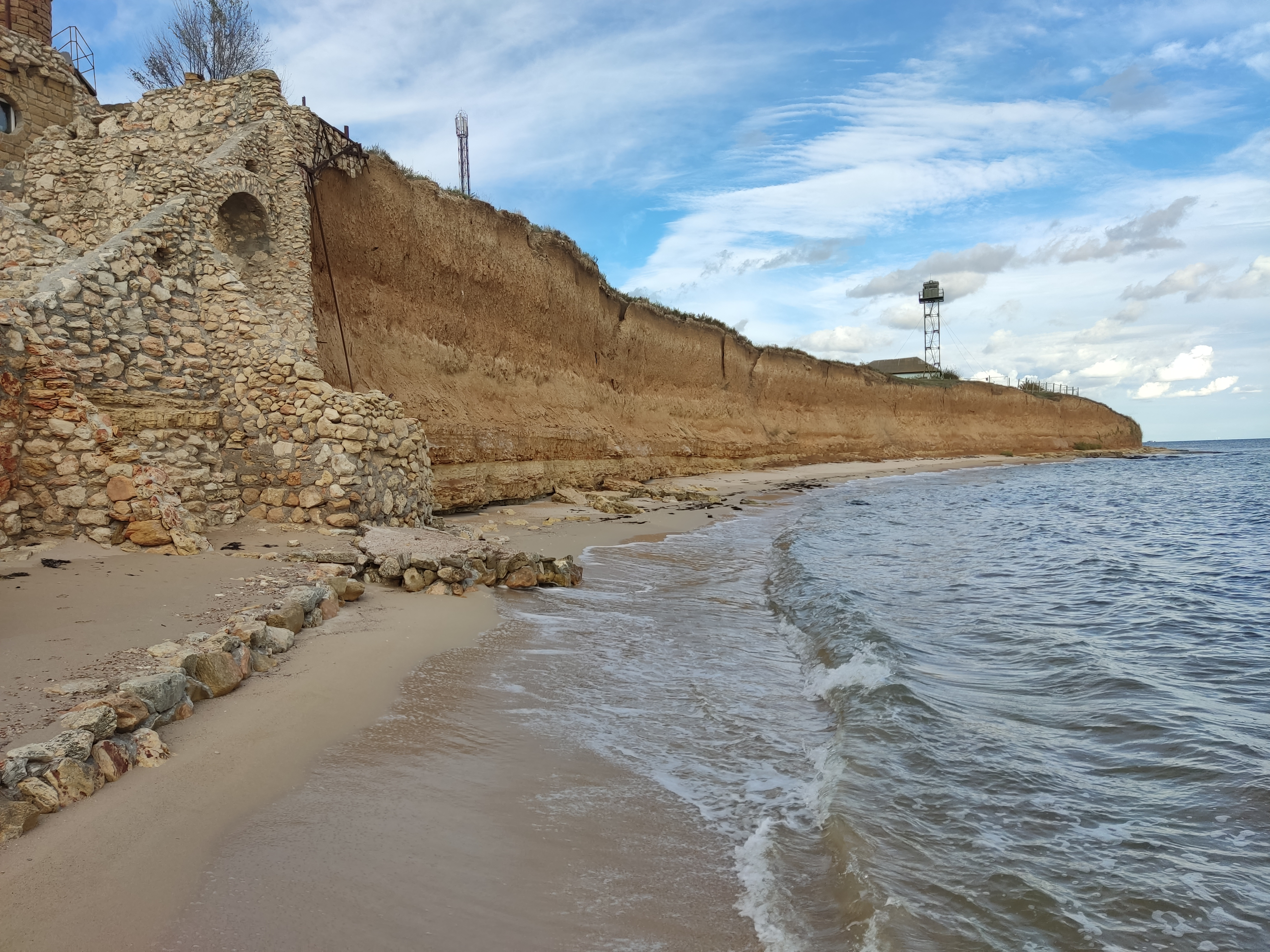
Обрыв на пляже Окунёвки

Наиболее раннее, известное по результатам археологических исследований, поселение на месте Окунёвки возникло в IV веке до н. э. Это была античная усадьба дальней хоры Херсонеса, просуществовавшая до первой половины II ввека до н. э. Затем на её месте обосновалось скифо-сарматское население, построившее небольшую крепость. Время падения крепости (конец I или начало II века н. э.) пока точно не установлено, ввиду неоконченности раскопок. Сейчас это городище, расположенное на слегка выступающем в море мысу на восточной окраине села, ограниченное балками.
На Тарханкутском полуострове у села Окунёвка обнаружены следы массивного каменного сооружения, которое являлось маяком. Это место на портоланах называется «Rossofar», то есть «Росский маяк».
Первое документальное упоминание сёл встречается в Камеральном Описании Крыма… 1784 года, судя по которому, в последний период Крымского ханства Бьюк Тариндже входил в Тарханский кадылык Козловскаго каймаканства. После присоединения Крыма к России (8) 19 апреля 1783 года, (8) 19 февраля 1784 года, именным указом Екатерины II сенату, на территории бывшего Крымского ханства была образована Таврическая область и деревня была приписана к Евпаторийскому уезду. С началом Русско-турецкой войной 1787—1791 годов, весной 1788 года производилось выселение крымских татар из прибрежных селений во внутренние районы полуострова, в том числе и из Тарпанчи. В конце войны, 14 августа 1791 года всем было разрешено вернуться на место прежнего жительства. После павловских реформ, с 1796 по 1802 год входила в Акмечетский уезд Новороссийской губернии. По новому административному делению, после создания 8 (20) октября 1802 года Таврической губернии, Тарпанчи был включён в состав Яшпетской волости Евпаторийского уезда.
По Ведомости о волостях и селениях, в Евпаторийском уезде с показанием числа дворов и душ… от 19 апреля 1806 года, в деревне Тарпанчи числилось 10 дворов, 59 крымских татар и 4 ясыров. На военно-топографической карте генерал-майора Мухина 1817 года деревня Биюк торпанчи обозначена с 18 дворами. После реформы волостного деления 1829 года Тарпанчи, согласно «Ведомости о казённых волостях Таврической губернии 1829 года», остался в составе Яшпетской волости. На карте 1836 года в деревне 9 дворов, а на карте 1842 года Биюк-Тарпанчи обозначен условным знаком «малая деревня», то есть, менее 5 дворов.
В 1860-х годах, после земской реформы Александра II, деревню приписали к Курман-Аджинской волости. Согласно «Памятной книжке Таврической губернии за 1867 год», деревня Торпанчи была покинута, в результате эмиграции крымских татар, особенно массовой после Крымской войны 1853—1856 годов, в Турцию и лежала в развалинах. По обследованиям профессора А. Н. Козловского 1867 года, вода в колодцах деревни была солоноватая, а их глубина колебалась от 1 до 5 саженей (от 2 до 10 м). Есть данные, что были в опустевшую деревню поселены государственные крестьяне из центральных российских и украинских губерний. Видимо, за основанным переселенцами селением со временем закрепилось название Биюк-Тарпанчи, расположившееся немного западнее старинной деревни (на трехверстовой карте 1865—1876 года в деревне Биюк-Тарпанчи обозначено 7 дворов, а на месте Тарпанчи — безымянный хутор. Впоследствии в учётных документах, до 1915 года, иногда как просто Тарпанчи, фигурирует Биюк-Тарпанчи. В «Списке населённых мест Таврической губернии по сведениям 1864 года», составленном по результатам VIII ревизии 1864 года, Тарпанчи — владельческая русская деревня, с 6 дворами и 45 жителями при Чёрном море. Согласно изданной в 1886 году «Справочной книжке о приходах и храмах Таврической епархии…» епископа Гермогена, Тарпанчи — русская деревня, приписанная к приходу Ак-Мечетской церкви Захария и Елисаветы, действовала церковно-приходская школа. В «Памятной книге Таврической губернии 1889 года», по результатам Х ревизии 1887 года, в деревне Тарпанчи числилось 8 дворов и 67 жителей.
Земская реформа 1890-х годов в Евпаторийском уезде прошла позже остальных, в результате Биюк-Тарпанчи приписали к Кунанской волости.
В «…Памятной книжке Таврической губернии на 1900 год» записана деревня Тарпанчи-Биюк с 34 жителями в 3 дворах. На 1914 год в селении действовала земская школа. В Статистическом справочнике Таврической губернии. Ч.II-я. Статистический очерк, выпуск пятый Евпаторийский уезд, 1915 год, в Кунанской волости Евпаторийского уезда записано 2 деревни: Тарпанчи, в которой числилось 23 двора (все дворы с землёй) с русским населением в количестве 115 человек приписных жителей, из которых 59 мужчин и 56 женщин. Жители владели 300 десятинами удобной земли. В хозяйствах имелось 80 лошадей, 20 волов, 15 коров и 560 голов мелкого скота и Биюк-Тарпанчи — 4 двора (все дворы с землёй) также с русским населением в количестве 36 приписных жителей, из которых 19 мужчин и 17 женщин. Жители владели 150 десятинами удобной земли. В хозяйствах имелось 22 лошади, 30 волов, 10 коров и 400 голов мелкого скота.
После установления в Крыму Советской власти, по постановлению Крымревкома от 8 января 1921 года № 206 «Об изменении административных границ» была упразднена волостная система и образован Евпаторийский уезд, в котором создан Ак-Мечетский район и село вошло в его состав, а в 1922 году уезды получили название округов. На карте Крымского Стат. управления 1922 года Биюк-Тарпанчи впервые подписан, как Беши. 11 октября 1923 года, согласно постановлению ВЦИК, в административное деление Крымской АССР были внесены изменения, в результате которых округа были отменены, Ак-Мечетский район упразднён и село вошло в состав Евпаторийского района. Согласно Списку населённых пунктов Крымской АССР по Всесоюзной переписи 17 декабря 1926 года, в селе Тарпанчи, Кунанского сельсовета (в котором село состояло до создания Окунёвского совета после 1977 года) Евпаторийского района, числилось 27 дворов, из них 25 крестьянских, население составляло 137 человек, из них 131 украинец и 6 русских, действовала русская школа. На хуторе Биюк-Тарпанчи было 7 дворов, все крестьянские, население составляло 38 человек, все русские. Согласно постановлению КрымЦИКа от 30 октября 1930 года «О реорганизации сети районов Крымской АССР», был восстановлен Ак-Мечетский район (по другим данным 15 сентября 1931 года) и село вновь включили в его состав, в Тарпанчи действовал колхоз «Победа». По данным всесоюзной переписи населения 1939 года в селе проживало 186 человек. На карте 1942 года западное поселение также подписано, как Беши.

В годы Великой Отечественной войны в воздушном бою над селом погиб советский летчик. Неизвестного героя похоронили на местном кладбище, в 1967 году на могиле установили обелиск взамен временного памятника. Жители небольшого села (36 дворов) тоже ушли на фронт, часть из них погибла в боях. В их честь, в 1986 году создан мемориал в виде 

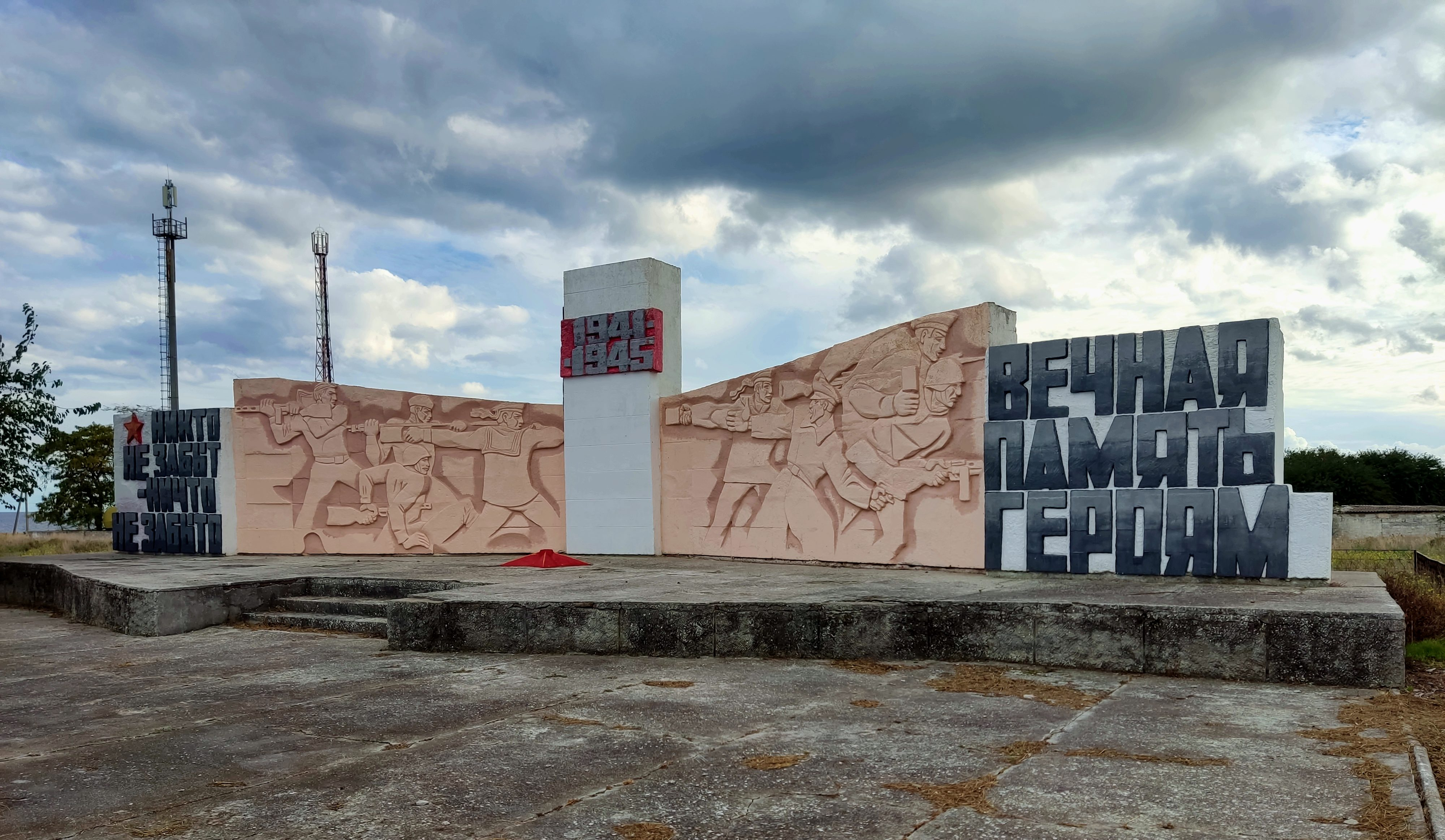
Памятник

стелы сложной формы из вертикальной и горизонтальных плит на общем подиуме. Тогда же останки лётчика перенесли в зону памятника. Постановлением Совета министров Республики Крым № 627 от 20 декабря 2016 года памятник отнесён к категории объектов культурно-исторического наследия России регионального значения
С 25 июня 1946 года Тарпанчи в составе Крымской области РСФСР. Указом Президиума Верховного Совета РСФСР от 18 мая 1948 года, Тарпанчи и Беши объединили и переименовали в Окунёвку. 26 апреля 1954 года Крымская область была передана из состава РСФСР в состав УССР. С начала 1950-х годов, в ходе второй волны переселения (в свете постановления № ГОКО-6372с «О переселении колхозников в районы Крыма»), в Черноморский район приезжали переселенцы из различных областей Украины. В 1958 году колхоз «Победа» был переименован в «Путь Ленина», упразднённый в 2001 году Время образования Окуневского сельсовета пока не установлено, известно, что на 1977 год село ещё входило в состав Красносельского совета. По данным переписи 1989 года в селе проживало 587 человек. С 12 февраля 1991 года село в восстановленной Крымской АССР, 26 февраля 1992 года переименованной в Автономную Республику Крым. С 21 марта 2014 года в составе Крыма аннексирована Россией.

## Население
| 2001 | 2014 |
| ---- | ---- |
| 655  | ↘522 |

Всеукраинская перепись 2001 года показала следующее распределение по носителям языка
| Язык             | Процент |
| ---------------- | ------- |
| русский          | 64.89   |
| украинский       | 18.47   |
| крымскотатарский | 10.69   |
| другие           | 0.31    |

### Динамика численности
| - 1806 год — 63 чел. - 1864 год — 45 чел. - 1889 год — 67 чел. - 1900 год — 34 чел. - 1915 год — 151/0 чел. - 1926 год — 137 чел. | - 1939 год — 186 чел. - 1989 год — 587 чел. - 2001 год — 655 чел. - 2009 год — 584 чел. - 2014 год — 522 чел. |

### Комментарии
1. ↑  Д. Л. Талис предполагал, что на Днепровскую Русь византийскими писателями было перенесено название народа «росов», обитавшего в Крыму в VIII—IX веках